# District de Longhu
Le district de Longhu (龙湖区 ; pinyin : Lónghú Qū) est une subdivision administrative de la province du Guangdong, en Chine. Il est placé sous la juridiction de la ville-préfecture de Shantou.